# 장자크 루소
장자크 루소(Jean-Jacques Rousseau, 1712년 6월 28일 ~ 1778년 7월 2일)는 스위스 제네바 공화국에서 태어난 프랑스의 사회계약론자이자 직접민주주의자, 공화주의자, 계몽주의 철학자이다.

## 생애

### 교육
루소는 1712년 당시 시공화국인 제네바의 그랑 뤼 40번지(Grand'rue 40)에서 시계공인 아버지 아이작 루소(Issac Rousseau)와 수잔 버나드(Suzanne Bernard) 사이에서 태어났다. 어머니는 출산 후유증으로 닷새 후인 7월 7일 사망했다. 아버지가 제네바 시와 불화로 1722년 베른 시 공화국의 니옹(Nyon)으로 주거지를 옮겼으며, 제네바 근교의 기숙사 학교에 들어가게 됐다. 10세 때 아버지마저 집을 나가 숙부에게 맡겨져 여러 직업에 종사하며 각지를 돌아다녀야만 했다. 1724년부터 루소는 법원 서기가 되기 위한 직업 교육을 받았다.

### 프랑스에서의 활동
1728년 제네바에 우연히 들른 루소는 환대를 받지 못하고, 이탈리아의 토리노로 발길을 돌려 그 곳에서 로마 가톨릭 세례를 받았으며, 장 조세프라는 세례명을 받았다. 여기서 루소는 드 베르셀리(de Vercellis) 부인의 시종과 구봉 백작의 서기를 겸직했다.
바랑 남작 부인의 후원으로 신학교에 들어갔으나 사제가 될 의향이 없어 신학 공부를 포기하고 르 메트르의 지도하에 음악을 공부한다.
1730년 로잔으로 이주하여 가명으로 음악사 생활을 했다. 다음 해 루소는 처음으로 파리를 방문한 후 리옹을 거쳐 샹베리 등지에서 생활했다.
1732년부터 1740년까지 샹베리와 샤르메트에서 바랑 부인 곁에 살면서 음악에 몰두하고, 많은 독서를 하며 다방면에 걸쳐 교양을 쌓는다. 1741년 계몽주의자인 달랑베르, 디드로와 파리에서 만나 친교를 맺었다. 1742년 새로운 악보 표기법을 정리하고, 파리로 가서 그것을 아카데미에서 발표하지만 기대했던 성공을 거두지 못한다. 1743년 (Dissertation sur la musique moderne)이 출판된 후 베네치아로 이주하여, 몽테귀 백작의 서기직을 맡지만 1년도 채 못 되어 백작과 의견이 맞지 않아 사퇴하고 파리로 돌아왔다.

### 결혼
1745년 루소는 여러 귀족 부인과 사귀었지만, 결국 23살의 하녀, 마리 테레즈 르 바쉬에르(프랑스어: Marie-Thérèse Levasseur)와 오랜 동거를 거친 후 결혼했다. 루소는 그녀가 낳은 5명의 아들을 모두 고아원에 보냈다.
1749년부터 루소는 디드로와 친교를 맺은 후, 그의 권유로 프랑스 아카데미의 학술 공모전에 ＜학문 및 예술론＞이 1등으로 당선되어 이름을 떨쳤으며, 작사·작곡한 오페라 ＜마을의 점쟁이＞가 공연된 것도 이때의 일이다.
디드로와 달랑베르의 ＜백과전서＞ 편찬에 참여해서 음악과 정치경제 항목에 할당된 글을 쓰고 다음해에 계몽주의의 한계를 넘어서는 《학문예술론》을 출판한다.
1752년에는 오페라 ＜마을의 점쟁이＞를 작곡하였다.

### 정치연구
1754년 디종의 학술원에서 "무엇이 인간 불평등의 근원인가?" 라는 주제로 학술연구 공모전에 제출하기 위해 정치, 사회제도에 관해 골몰, 소유권 제도와 사회 조직의 발전으로 생긴 불평등과 비참함을 자연 상태의 자유롭고 평등한 상태와 대립시켜 설명했다. 이는 이후 《사회 계약론》의 바탕을 이루었다.
1762년에 저술한 《사회 계약론》에서 자유와 평등의 자연권을 국가 상태에 있어서 확정하기 위한 이론적 근거로서 사회 계약론을 전개하고 인민주권의 이론을 완성하였다. 권력 행사가 정당화되는 유일한 조건으로서‘항상 정당한’ 일반 의지를 설정하고, 실제에서는 그것이 직접적인 다수결(多數決)에 의하여 확인될 수 있다고 하였다.

### 저술

#### 사회계약론
1756년 에르미타주에 정착해서, 《사회계약론》, 《신 엘로이즈》, 《에밀》을 집필하기 시작한다.
1757년 연극의 사회적 기능의 문제 때문에, 디드로와 의견 충돌이 있은 후 1년 뒤 절교했다.

#### 저술로 인한 탄압
1761년에 《신 엘로이즈》가 파리에서 간행되어 큰 성공을 거둔다.
1762년 《에밀》과 《사회계약론》등 18세기 사상계를 자극한 대작을 계속 발표하였다. 《에밀》에 서술된 자연 종교의 이론과 그의 피해 망상적 행위로 각 방면에서 박해를 받았다. 특히 성직자를 공격한다는 이유로 로마 가톨릭 교회의 분노를 사, 그에 대한 체포장이 발부되어 1762년 스위스로 피했다. 당시의 전통과 기득권을 부정하고 기존의 제도와 질서를 타파하자는 주장이 담겨 있던 작품인 에밀은 예수회의 출판 방해 공작으로 외국인 네덜란드에서 출간되고 4개월이 지나서야 프랑스에서 판매되기 시작한다.

루소는 1762년부터 8년간 유럽 각지를 여행하는데, 1764년 《시민들의 감정》이라는 익명의 작품(나중에 볼테르였음이 밝혀진다)이 제네바에 나타나 루소를 공격한다. 이것에 응수하기로 결심하고서 《고백》을 집필하기 시작해서 1769년에 완성하고, 1770년 파리로 돌아와 1772년부터 1776년에 걸쳐 《루소가 장자크를 판단한다》를 쓴다.
1777년 《고독한 산책자의 몽상》을 쓰면서 자신의 정체성에 관해 명상하지만 집필을 끝내지 못하고 1778년 7월 2일 죽는다.

#### 참회록
그의 최대의 문학적 걸작 《참회록》과 《루소는 장자크를 이렇게 생각한다》 등은 만년 작품으로 사후에 발표되었다.

## 일반의지
루소에게 의지는 추구하거나 회피하고, 긍정 또는 찬성하거나 부정 또는 반대하려는 마음(mind)으로서, 감정, 이성과는 별개로 인간 본성에 존재하는 능력의 하나이다. 사회계약론에서 언급된 일반의지는 "모든 공동의 힘으로 개인과 각 연합자의 이익(les biens)을 방어하고 보호하며, 그에 따라 각자는 전체에 결합함에도 오직 자신에게만 복종하여 전처럼 자유롭게 남게 되는 연합 형태"를 추구하려는 의지이다. 이런 의지를 가진 개인이 모여 사회계약행위를 함으로써 국가를 창설한다면 국가 자체는 물론 국가의 모든 권력은 일반의지에 의해서 비롯된 것이 되며, 그 국가는 "개인과 각 연합자의 이익" 즉 "공공선"을 추구하게 됨과 동시에 "전체에 결합"되는 것 외에는 어느 개인에게도 종속되지 않는, 구성원 모두의 "동등한 자유" 즉 평등을 추구하게 된다. 그러나 사회계약행위를 하는 당사자들 중에는 이전의 국가체제를 고수하거나 또는 자신의 이익을 도모하려는 사적인 개별의지를 가진 사람도 존재하므로, 모든 인민의 의지의 합인 전체의지는 일반의지와 동일한 것이 아니다. 그래서 사회계약에 의해 국가가 성립되고 난 뒤에, 의회에서 표출되는 국가(정치형태)의 존립, 정부구성, 기타 인민의 요구사항에 관한 다양한 의견(법, 또는 사안) 중에서 어느 것이 "공공선"과 "동등한 자유"에 해당 또는 가까운가를 결정하는 것이 가장 중요한 과제로 남게 된다. 루소는 의회의 심의(투표)에 의해 표출된 의견이 가진 공공선과 자유에 관해 넘치는 부분과 모자라는 부분을 가감하고 남은 의견(다수득표)에서 일반의지를 발견할 수 있다고 믿었다. 단, 의견을 공유한 의회구성원들이 파당을 형성하여 개별의지에 불과한 자신들의 의견을 다수득표의견으로 만들어 일반의지로 둔갑시키는 일이 발생하지 않거나 제도적으로 방지되는 상황에서, 의회구성원 각자가 자신의 내면의 빛에 따라 심의(투표)해야만 가능한 일이다.

### 평등
루소의 사상을 대표한다고 할 수 있는 일반의지는 마치 공자의 사상이 간단히 인(仁)으로 상징되어 논란이 끊이지 않듯이 논쟁적인 개념이다. 그러나 루소는 비교적 일관된 자기철학을 전개하고 있어 이를 이해하기가 어렵지만은 않다. 무엇보다 루소는 사상 최초로 인간평등문제를 실천적으로 파고든 철저한 평등주의자다. 계몽철학자들도 평등을 주장했지만 당위적 차원에서이고, 사실상 엘리트주의였다. 천재 철학자 칸트조차도 철저한 엘리트주의를 자처했다. 칸트는 루소의 《인간불평등기원론》을 읽고는 번개를 맞은듯 깨달음을 얻었다면서 "나는 천성적으로 진리를 추구하는 자로 지식만이 인류의 영광을 이룬다고 믿어왔다. 아무것도 모르는 평범한 대중을 경멸했다. 루소를 읽고는 이런 맹목적 편견이 사라졌다. 나는 인간성에 대한 존경심으로 도덕적 평등주의자가 됐다"라 했다.

### 사회구조의 변혁을 통한 평등의 실천
이렇듯 루소는 삶 자체도 그렇거니와 철학자체도 평등이 전부라해도 과언이 아닐정도로 평등에 골몰했다. 루소는 모든 사회악과 사회갈등의 근원이'경제불평등'에 있다고 단언했다. 문명이 발달할수록 빈부격차가 심해지고 사회문제가 만연해지는 것을 보고 충격을 받고 이를 '일반의지론'으로 풀어나갔다. 마키아벨리가 분열된 조국을 통합시키기 위해서는 위정자가 어떠한 절대적 권한도 행사할 수 있어야 한다고 했듯, 루소도 수천년에 걸쳐 고착화된 불평등을 해소하려면 근본적인 사회구조의 변혁이 절대적으로 필요하고 이를 뒷받침하기 위한 철학이념으로 일반의지의 필연성을 역설한 것이다. 원래 일반의지는 신의 의지를 원용한 말이고 이는 또 플라톤의 선의 이데아에 연원하며 칸트의 선의지도 같은 맥락이다. 그러니까 일반의지는 상식과 달리 단순히 보편적 생각이 아니고 진리와 선을 전제하는 의지인 것이다. 그래서 루소는 일반의지가 만인의 생각이 아닐 수도 있고 일인의 견해라도 일반의지가 될 수 있다고 했다.

### 공공선
그러나 루소가 철저한 평등주의자라는 것에 비추어 일반의지는 진리이되 신비적, 초월적 진리가 아니라 현실속에서 구현되는 정의고 공공선이 된다. 정의와 선은 당연히 평등이고 평등은 경제적 평등으로 공동체 모두의 이익을 보장해서 공존, 공영하는 공화주의의 근본이념이다. 루소는 사회의 변혁을 도모한 사상가로, 일반의지는 관념에 그치지 않고 반드시 실천을 전제하고 동시에 일반의지는 방향성을 갖는다. 선한 목적이 정해지지 않은 일반의지는 아무런 의미가 없다. 루소의 일반의지는 보통사람, 평범한 사람의 의지로 읽힐 수는 있으되 반드시 평등(경제) 공화주의라는 좌표를 향한, 평등실현을 위한 합일된 의지 바로 그것이어야 하는 이유다.

### 자연으로 돌아가라
자연으로 돌아가라- 세상에 널리 알려진 루소의 이 명언은 일반적으로 문명이 아닌 자연으로 돌아가라는 의미로 이해되고 있지만 그 정확한 진의가 무엇인지에 대해서는 논란의 여지가 많다. 루소는 《사회계약론》에서 "인간은 자유롭게 태어났지만 사회속에서 쇠사슬에 묶여 있다"함으로써 그 철학의 본질을 유추할 수 있게 해주는데, 루소는 문명을 거부한 것이 아니고 자유롭고 평등하지 못한 문명사회의 부조리와 모순을 비판하고 새로운 대안을 제시했다. 자연철학자도 아니고 사회계약론을 쓴 민주주의자이자 사회철학자인 루소가 자연으로 돌아가라고 했을 때는 자연의 중층적 의미도 새기지 않을 수 없다. 자연(natura)은 서구어로 본성이라는 의미도 있는 만큼 인간의 천부적 자연권인 자유와 평등의 보장을 무엇보다 강조한 것으로 볼 수있는 것이다. 따라서 그는 이 말을 통해 자연의 낭만성과 야성이 아니라 평화롭고 자유로운 평등한 사회의 원형을 복원할 것을 세상에 강력히 주장했다고 할 수 있다.

### 종교개혁
폴 존슨 (작가)은 그의 책 《지식인》에서 루소를 칼뱅주의자로 불렀다. 하지만, 그의 종교 개혁에 관한 평가는 매우 비판적이었다. 즉, 로마 가톨릭교회에서 나온 프로테스탄트의 성경중심 해석은 어떤 교회에서도 교리적으로 조직화 할 수 없다고 하며, 어떠한 교리도 부정하였다. 즉, 성경은 개인의 해석에 따라야 하며, 자연 종교를 옹호하는 평가를 하였다.

## 평가
루소에 대한 평가는 다채로운데, 평생 루소의 초상화를 서재에 걸어놓고 그를 흠모했다는 대철인인 칸트에 의하면 "나는 인식에 대한 무한한 갈증을 느낀다. 그것만이 인류에게 명예를 줄 수 있다고 믿었다. 그런 나를 루소가 옳은 길로 인도했다...
그의 특색은 18세기적인 사회 윤리를 가장 독창적으로 탐구한 점에 있으며, 근본 사상은 "자연은 인간을 선량·자유·행복하게 만들었다. 그런데 사회가 인간을 사악·노예·불행으로 몰아넣었다"라는 명제로 요약된다. 그가 쓴 모든 저작도 이 원리에 기초하여 개인과 사회를 회복하는 방법을 나타낸 것이다. 그의 영향은 철학·정치·교육·문학 전반에 걸쳐 깊이와 넓이에 있어서 그 유례를 찾아볼 수 없다. 그의 문학적 지위는 프랑스 낭만주의 문학자 볼테르와 함께 19세기의 대표적 작가로서, 계몽 사상가 중의 한 사람이다.

## 저서
- 근대음악론 Dissertation sur la musique moderne, 1736
- 학문예술론 Discours sur les sciences et les arts, 1750
- 희극 나르시스 Narcisse ou l’Amant de lui-même, 1752
- 마을의 점쟁이 Le Devin du Village: an opera, 1752, score
- 인간 불평등 기원론 Discours sur l'origine et les fondements de l'inégalité parmi les hommes, 1754
- 정치경제론 Économie politique, 1755
- 달랑베르에게 보내는 연극에 관한 편지 Lettre à d'Alembert sur les spectacles, 1758
- 신 엘로이즈 Julie, ou la nouvelle Héloïse, 1761
- 에밀 Émile ou de l'éducation, 1762
- The Creed of a Savoyard Priest, 1762 (in Émile)
- 사회계약론 Du Contrat Social ou Principes du droit politique, 1762
- 말제르브에게 보내는 편지 Four Letters to M. de Malesherbes, 1762
- 피그말리온 Pygmalion: a Lyric Scene, 1762
- 산에서 쓴 편지 Lettres de la montagne, 1764
- 고백록 Les Confessions, 1770, published 1782
- 코르시카 헌법 초안 Lettres sur la législation de la Corse, 1772
- 폴란드 정부론 Considerations on the Government of Poland, 1772
- 언어 기원에 관한 시론 Essai sur l'origine des langues, published 1781
- 고독한 산책자의 몽상 Rêveries du promeneur solitaire, incomplete, published 1782
- 루소, 장 자크를 심판하다 - 대화[8] Dialogues: Rousseau Judge of Jean-Jacques, published 1782

## 같이 보기
- 올랭프 드 구주

## 참고 문헌
- 루소 『사회계약론』 / 진병운 pdf